# 维勒吕
维勒吕（法語：Villerupt，法語發音：[vilʁy]）是法国默尔特-摩泽尔省的一个市镇，位于该省北部，和摩泽尔省接壤，属于布里埃区。

## 地理
维勒吕（49°28'11"N, 5°55'43"E）面积6.56 平方千米，位于法国大東部大區默尔特-摩泽尔省，该省份为法国东北部内陆省份，是洛林的一部分，北邻比利时、卢森堡，北起顺时针与摩泽尔省、下莱茵省、孚日省和默兹省接壤。
与维勒吕接壤的市镇（或旧市镇、城区）包括：欧丹勒蒂什、雷当日、吕桑日、布雷安拉维尔、克吕讷、蒂勒、蒂耶尔瑟莱。
维勒吕的时区为UTC+01:00、UTC+02:00（夏令时）。

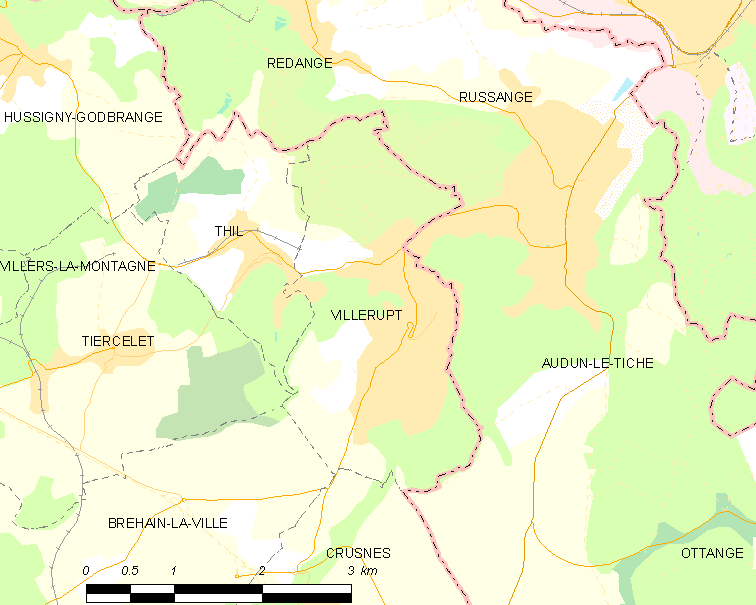
维勒吕的OSM定位图

## 行政
维勒吕的邮政编码为54190，INSEE市镇编码为54580。

## 政治
维勒吕所属的省级选区为维勒吕县。

## 人口

1962-2008年间维勒吕人口变化图示

维勒吕于2022年1月1日时的人口数量为10086人。

## 友好城市
截至2021年3月，维勒吕共与三座城市结为友好城市关系：
- 德国 里萨（1961年）
- 捷克 普日布拉姆（1966年）
- 義大利 奥拉（1998年）